# 1992年バルセロナオリンピックのキューバ選手団
1992年バルセロナオリンピックのキューバ選手団（1992ねんバルセロナオリンピックのキューバせんしゅだん）は、1992年7月25日から8月9日にかけてスペインのカタルーニャ州バルセロナで開催された1992年バルセロナオリンピックのキューバ選手団、およびその競技結果。

## 概要
今大会は金メダル14個、銀メダル6個、銅メダル11個の合計31個のメダルを獲得した。
キューバ勢として金メダルおよび銅メダル獲得数は過去最多、合計メダル獲得数も過去最多を記録した。

## メダル
| メダル | 選手名                                                                            | 競技 | 種目             |
| ------ | --------------------------------------------------------------------------------- | ---- | ---------------- |
| 金     | ハビエル・ソトマヨル                                                              | 陸上 | 男子走高跳       |
| 金     | マリツァ・マルテン                                                                | 陸上 | 女子円盤投       |
| 金     | オダリス・レベ                                                                    | 柔道 | 女子66kg以下級   |
| 銀     | ラザーロ・マルチネス ヘクター・ヘレーラ ノルベルト・テレス ロベルト・エルナンデス | 陸上 | 男子4×400mリレー |
| 銀     | エステラ・ロドリゲス                                                              | 柔道 | 女子72kg超級     |
| 銅     | アンドレス・シモン ホエル・ラメラ ホエル・イサシ ホルヘ・アギレラ                 | 陸上 | 男子4×100mリレー |
| 銅     | ロベルト・モヤ                                                                    | 陸上 | 男子円盤投       |
| 銅     | アナ・フィデリア・キロット                                                        | 陸上 | 女子800m         |
| 銅     | イオアムネット・キンテロ                                                          | 陸上 | 女子走高跳       |
| 銅     | イスラエル・エルナンデス                                                          | 柔道 | 男子65kg以下級   |
| 銅     | アマリリス・サボン                                                                | 柔道 | 女子48kg以下級   |
| 銅     | ドリュリス・ゴンサレス                                                            | 柔道 | 女子56kg以下級   |